# Festival Dano de Gangneung
El festival Dano (단오 en hangul, 端午 en hanja) de Gangneung se trata de una serie de celebraciones que tienen lugar en esta localidad del Este de Corea del Sur durante un mes y que comienzan el día 5 del quinto mes del calendario lunar. Se proclamó el 25 de noviembre de 2005 como Obra Maestra de Herencia Cultural Oral e Intangible de la Humanidad por la UNESCO. El festival de Dano es una de las festividades tradicionales de Corea, junto con el Año Nuevo Lunar (Seollal) y la Fiesta de la Cosecha (Chuseok).

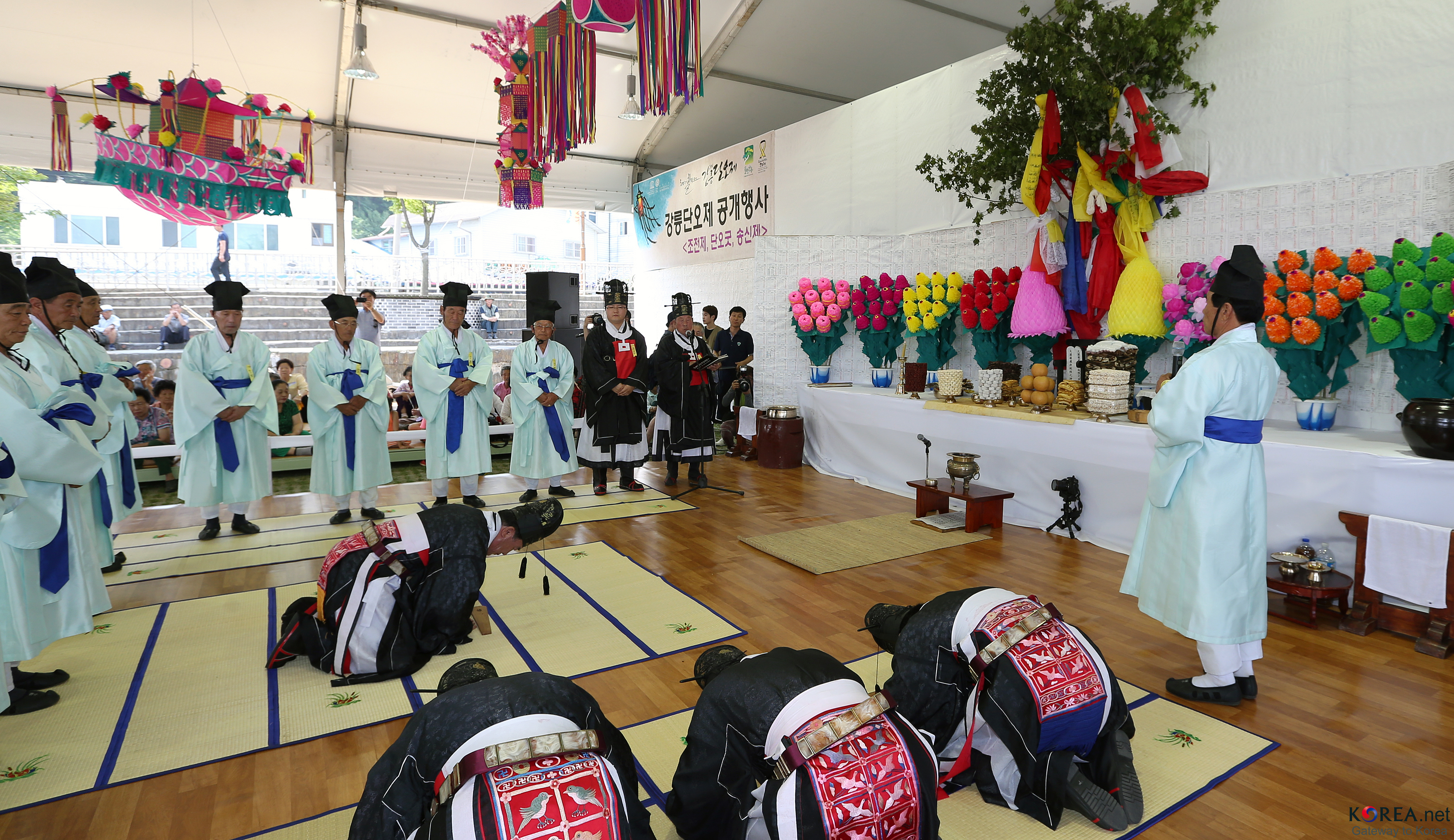
Ritual confuciano celebrado durante el Festival Dano de Gangenung

El festival consiste principalmente en una serie de rituales para pedir ayuda y prosperidad para el pueblo a los dioses de la montaña (sansin), a los dioses celestiales (mucheon) y a los dioses tutelares. Este acontecimiento es muy importante porque combina ritos confucianos, chamánicos (gut) y budistas, las tres creencias tradicionales principales de Corea, que no siempre se llevaron muy bien.
Además de los actos puramente religiosos, el festival de Dano también cuenta con espectáculos de baile, acrobacias, lucha tradicional coreana o ssireum, teatro y música.
Respecto a la historia de este festival, según la Academia de Estudios Coreanos, cuenta con hasta 1000 años de historia y no ha sido modificado en su forma.
Los dioses principales que se honran son Daegwallyeong Guksa Seonghwang, Daegwallyeong Sansin y Daegwallyeong Guksa Yeoseonghwang. El dios que más destaca en este festival es Guksa Seonghwang, quien se cree que era el monje Beomil Guksa (810-889), que construyó los templos budistas de Simboksa y Gulsansa a finales del reino de Silla (57 a.C. -935).

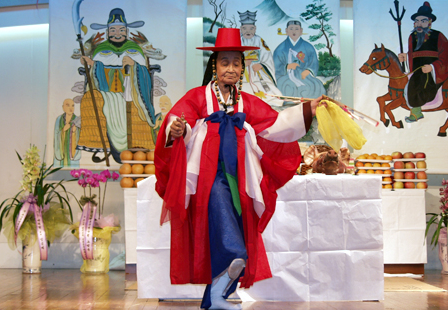
Ritual chamánico o gut, son uno de los elementos fundamentales del Festival de Dano

El festival de Dano comienza con la elaboración del licor ritual sinju (licor divino) que se ofrecerá junto con pasteles en los ritos.
El lugar de celebración de algunas de las más importantes ceremonias religiosas es el Paso de Daegwallyeong, la única vía en tiempos antiguos que comunicaba Gangwon con Seúl. Aunque ahora gran parte de la ruta se recorre en automóvil, antiguamente se marchaba en una gran procesión de funcionarios, esclavos y chamanes (mudang) que iban a caballo, seguidos por los habitantes de la zona. Toda esta gente portaba ofrendas que tenían que ser entregadas a las divinidades. Una vez allí, tras ejecutar una serie de rituales conocidos como sansinje, descendían al son de la música con una rama del sinmok, que simboliza al dios Guksa Seonghwang. El punto de destino lo constituye el mercado de Dano, donde se realizan más rituales.
Una de las principales ceremonias chamánicas celebradas es el Danogut, en la que se invocan a los dioses para pedirles bienestar y prosperidad a los habitantes de la zona.
Entre los principales actos folclóricos, destacan el teatro de máscaras gubernamentales o gwannogamyeongguk, que es una obra mímica acompañada de música.

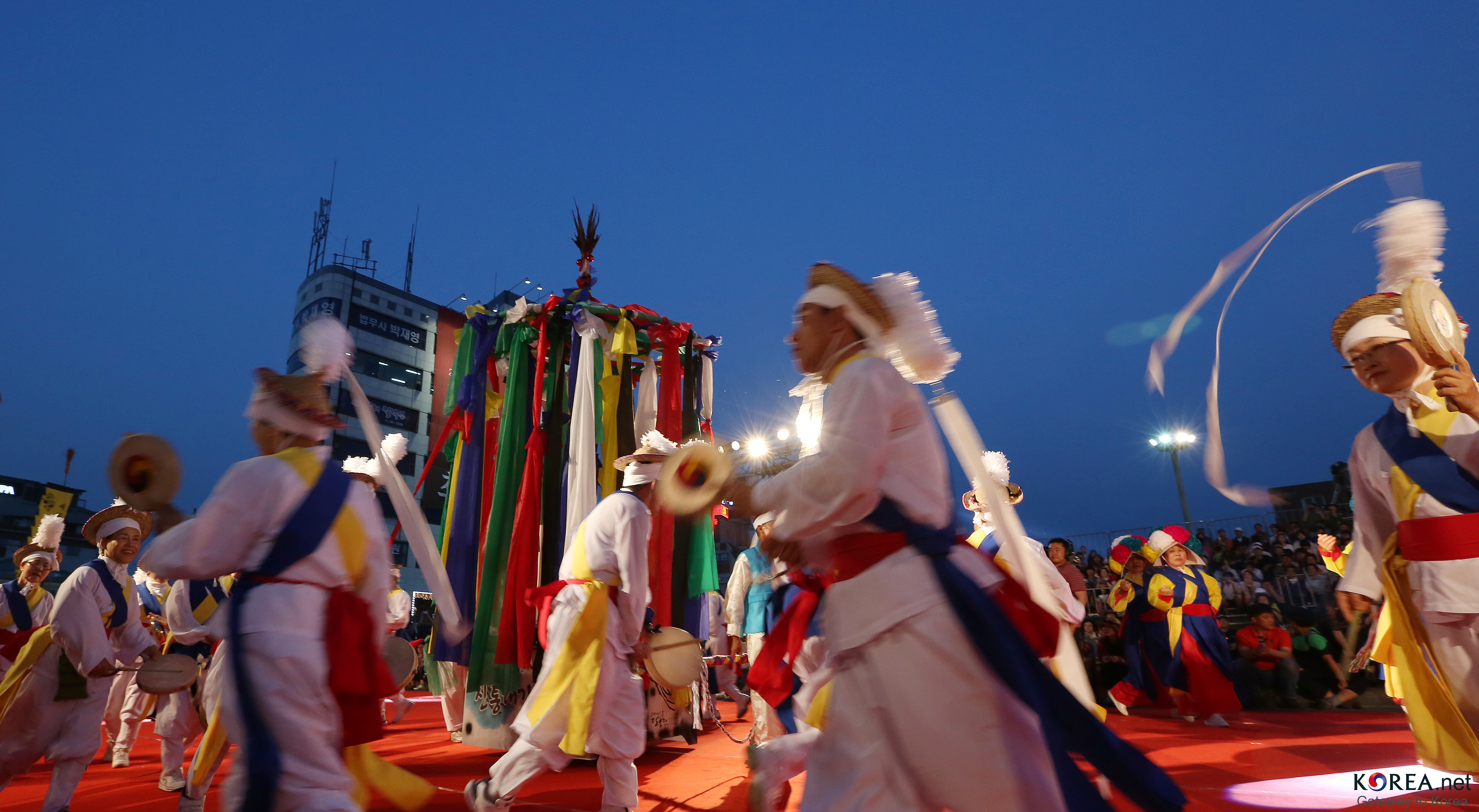
Los espectáculos de carácter folclórico son también muy importantes para el Festival Dano de Gangneung

La última noche del festival se celebra un ritual llamado songsinlle y tiene la función de enviar a los dioses a su lugar. En ella se queman todos los objetos utilizados durante el festival.
El festival Dano de Gangneung es muy importante desde el punto de vista cultural porque combina ceremonias religiosas de las tres principales creencias tradicionales de Corea y celebra numerosos espectáculos folclóricos típicamente coreanos. Sin embargo, la estandarización cultural y la creciente cobertura de los medios de comunicación a lo largo de los años han originado la pérdida de algunos elementos tradicionales del festival.